# Santo Domingo (El Salvador)
Santo Domingo es un distrito del municipio de San Vicente Norte en el departamento de San Vicente (El Salvador). Según el censo oficial de 2024, tiene una población de 6.467 habitantes.

## Historia
La localidad fue fundada a finales del siglo XVIII, y, de acuerdo al Intendente Antonio Gutiérrez y Ulloa, Santo Domingo era pueblo de indios y algunos ladinos, y pertenecía al partido de Cojutepeque.
El 12 de junio de 1824 pasó a formar parte del departamento de San Salvador; y en 1835 pasó a Cuscatlán. Para 1859 tenía una población de 824 habitantes. Es probable que el año 1871 obtuviera el título de villa. El año 1873 Santo Domingo fue anexado al distrito de San Sebastián, en el departamento de San Vicente. Para 1890 tenía alrededor de unos 2.530 moradores.

## Información general
El distrito tiene un área de 16,41 km², y la cabecera una altitud de 685 m s. n. m. Las fiestas patronales se celebran en el mes de agosto en honor a Santo Domingo.